# Словински национален парк
Словинският национален парк (на полски: Słowiński Park Narodowy) е един от 23-те национални парка в Полша. Разположен е край брега на Балтийско море, в северната част на страната, на територията на Поморско войводство. Парковата администрация се намира в село Смолджино.
До 1945 година тази част от балтийското крайбрежие е населявана от кашубската етнографска група словинци.
Създаден е на 1 януари 1967 година, с наредба на Министерския съвет от 23 септември 1966 година. Първоначално заема площ от 18 069 хектара. През 2004 година площта му е увеличена до 32 744,03 хектара и е създадена буферна зона от 30 220 хектара. Обхваща крайбрежни терени с езера, блата, торфища, ливади, борови и широколистни гори (18,9 %) и подвижни дюни.

## Фотогалерия
- Дюни при осада Чолпѝно
- Дюни при река Лѐба
- Езеро „Га̀рдно“
- Дюни
- Голямото блато
- Езеро „Лебско“
- Борова гора